# Pereira
Pereira är en stad och kommun i västra Colombia och är administrativ huvudort för departementet Risaralda. Pereira grundades 30 augusti 1863.

## Stad och storstadsområde
Staden hade 378 727 invånare år 2008, med totalt 451 645 invånare i hela kommunen på en yta av 603 km².
Storstadsområdet, Área Metropolitana de Pereira, hade totalt 739 059 invånare år 2008 på en yta av 1 271 km². Området består förutom Pereira av kommunerna Dosquebradas, La Virginia och Santa Rosa de Cabal.